# Flamingo Club (London)
Der Flamingo Club, in seinen letzten Jahren The Pink Flamingo, umgangssprachlich The Mingo war ein Club im Londoner Stadtteil Soho. Der Club existierte von September 1952 bis in die späten 1960er in 33 Wardour Street. In den 1960ern war er eine der Geburtsstätten des British Rhythm and Blues. Bekannt war er unter anderem für seine Allnighter am Wochenende, bei denen der Club Samstag und Sonntag erst um 6 Uhr morgens schloss. Am 14. Januar 1963 spielten die Rolling Stones ihren ersten gemeinsamen Auftritt im Flamingo Club.

## Gebäude
Der von den Brüdern Rik und John Gunnell betriebene Club war für 400 Gäste zugelassen, hatte aber im Laufe seines Bestehens vielfach bis zu 600 Gäste. Er befand sich im Kellergeschoss unter dem Londoner Whiskey A-Go-Go. Vor der kleinen Bühne befanden sich drei Reihen alter Kinositze, im Hintergrund erhöht eine Art Kaffee-Bar. Von der Fläche vor der Bar aus bestand die Möglichkeit, Band, Zuschauer und Tanzfläche zu sehen.

## Publikum und Partys
Zu dieser Zeit bestand das Publikum vor allem aus Einwanderern aus der Karibik, afroamerikanischen GIs und einigen englischen Jazz-Fans. Ende der 1950er/Anfang der 1960er begannen Mods sich als ein fester Bestandteil des Publikums, und insbesondere das Programm nach Mitternacht wendete sich vor allem an diese Zielgruppe. Andrew Loog Oldham, Manager der Rolling Stones in den 1960ern und häufiger Gast im Flamingo, beschreibt das spätnächtliche Publikum als Mischung aus Soho-Underground und echten Gangstern. Der Flamingo Club blieb am Wochenende bis 6 Uhr morgens auf. Er gehörte damit zu einer Handvoll Clubs mit derartigen Öffnungszeiten. In den 1960ern endeten die meisten „allnighter“ in London gegen Mitternacht oder zwei Uhr morgens.
Der Club hatte keine Lizenz zum Ausschank von Alkohol. Die Bar verkaufte allerdings Cola, die großzügig mit Scotch versetzt worden war. Während der Club in den 1950ern und frühen 1960ern als Ort galt, wo es alles Haschisch Londons gab, wandelte sich das später. In Zeiten der Mods war vor allem die Einnahme von Amphetaminen und verwandten Arzneimitteln häufig.
In seinen frühen Jahren war der Club eine der wenigen Einrichtungen dieser Art in London, die dunkelhäutigen Besuchern uneingeschränkt den Zutritt erlaubten, wobei das Publikum bis zur Mitte der 1960er Jahre je nach jeweiliger Veranstaltung meist ethnisch getrennt blieb. Erst danach und im Zuge der zunehmenden Popularität von Ska auch bei weißen Jugendlichen setzte eine stärkere Mischung ein.

## Musiker

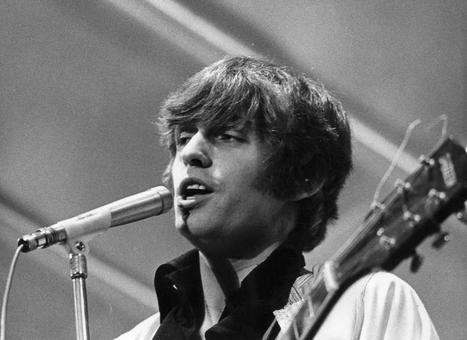
Georgie Fame, Bandleader der ersten Hausband (1968)

Viele internationale Größen des Jazz, Souls und Rhythm and Blues wie 1954 Billie Holiday und 1961 Carmen McRae
spielten dort Club-Konzerte. Musik aus der Karibik wie Ska und Rocksteady gehörten zu den festen Programmpunkten. Count Suckle hatte damals das wichtigste Soundsystem Londons und spielte im Flamingo Club seine ersten Gigs in der Londoner Innenstadt. Zu den Bands, die ganz am Anfang ihrer Karriere im Flamingo Club auftraten, gehörten unter anderem Status Quo, The Moody Blues, Deep Purple oder Led Zeppelin. Eric Clapton spielte hier in verschiedenen Formationen am Anfang seiner Karriere ebenso wie Rod Stewart. Der in England unbekannte Jimi Hendrix kam eines Nachts in den Club und konnte weit nach Mitternacht eine Jamsession spielen. Hendrix spielte auch offizielle Konzerte im Club, dessen Publikum zu dieser Zeit als eines der härtesten und am schwierigsten zu begeisternden der englischen Szene galt.
Die Mitglieder der Band Fleetwood Mac lernten sich im Club kennen. Zu den Stamminterpreten mit zahlreichen Auftritten im Club gehörten neben The Moody Blues und Led Zeppelin auch Bands wie Uriah Heep oder The Animals. Erste Hausband war Georgie Fame and the Blue Flames, die in dieser Zeit auch einige Hits in den britischen Charts platzierten.

## Geschichte
Ursprünglich war der Club als Jazzclub gegründet worden. Als Diskotheken sich zu etablieren begannen und der Rhythm and Blues vom Rock abgelöst wurde, begann sich der Club zu wandeln. Inhaber Jeffrey Kruger schloss den Laden einige Zeit und eröffnete ihn als The Pink Flamingo wieder. Einer der ersten Acts nach der Wiedereröffnung war Cream, die £55 für ihren Auftritt bekamen. Zu den Interpreten dieser Zeit gehörten Black Sabbath (£100, eine Rekordgage für den Club) und Thin Lizzy.
Im Flamingo-Club kam es 1962 zu einer Messerstecherei zwischen zwei Liebhabern des Models Christine Keeler, die in ihren Nachwirkungen zum Auslöser der Profumo-Affäre wurde.
Nachdem der Flamingo Club geschlossen hatte, zog der Wag Club in die Räumlichkeiten ein. Heute befindet sich im Haus ein Irish Pub.
Mittlerweile ist der Club Objekt zahlreicher Berichte und Dokumentationen. So spielte er beispielsweise eine wichtige Rolle in der BBC-Dokumentationsreihe Soul Britannia.